# Bernard Bosanquet
Bernard Bosanquet (Rock Hall, 14 giugno 1848 – Golders Green, 8 febbraio 1923) è stato un filosofo britannico.
Docente all'università di Edimburgo dal 1911 al 1912, tentò di conciliare la filosofia di Hegel con l'empirismo di John Locke e David Hume.
Insieme a Thomas Hill Green e Francis Herbert Bradley, Bosanquet è considerato uno dei più importanti rappresentanti del neo-hegelismo e dell'idealismo britannico in Inghilterra.
Fu presidente della Società Aristotelica nel 1894-1898.
Notevole anche il suo trattato Logica, o la morfologia della conoscenza (1888) in due volumi.

## Dottrina sociale idealista
Nonostante l'influsso di Hegel, i primi scritti di Bosanquet furono influenzati dal filosofo tedesco Rudolf Hermann Lotze, la cui Logik and Metaphysik egli aveva curato nella traduzione inglese nel 1884.
I principi fondamentali delle prime opere come Knowledge and Reality (1885) e Logic (1888) furono ulteriormente esplicati da Bosanquet nei suoi Essentials of Logic (1895) e Implication and Linear Inference (1920), che sottolineano il ruolo centrale del pensiero logico nell'affrontare in modo sistematico i problemi filosofici.
Il debito di Bosanquet verso Hegel appare maggiormente nelle sue opere sull'etica, l'estetica e la metafisica, come History of Aesthetic (1892) e Three Lectures on Aesthetic (1915), in cui all'estetica è affidato il ruolo di mediatrice tra il mondo naturale e quello spirituale.
Anche in ambito etico e sociale, egli cercò di approdare a una sintesi tra egoismo e altruismo, o tra edonismo e dovere morale.
Nella Philosophical Theory of the State (1899) egli indagò il rapporto tra gli individui finiti e il contesto comunitario, sostenendo che «lo Stato è l'individuo reale, al cui confronto le persone sono irreali». Bosanquet con questo non auspicava l'imposizione di un controllo statale sui singoli cittadini: al contrario, riteneva che se una società è organica e protegge la libertà, allora i suoi elementi possono cooperare a prescindere da un sistema di controllo centralizzato.
L'esigenza di armonia in ambito sociale si riflette sul piano gnoseologico: in Three Chapters on the Nature of Mind (1923), Bosanquet sostenne come il pensiero non sia che «lo sviluppo delle connessioni» ed «il senso del tutto».
Tema centrale dell'idealismo di Besonquet, vicino a quello che Hegel chiamava «idealismo del finito», è infatti la concezione per cui «ogni esistenza finita trascende necessariamente se stessa per toccare le altre esistenze ed infine il tutto».

## Opere
- Logic as the Science of Knowledge, 1883.
- Knowledge and Reality: a Criticism of Mr. F. H. Bradley's "Principles of Logic", Londra, Kegan Paul, Trench, 1885.
- Logic, or the Morphology of Knowledge, Oxford, Clarendon Press, 1888; 2a ed. 1911.
- Essays and Addresses, Londra, Swan Sonnenschein, 1889.
- A History of Aesthetic, Londra, Swan Sonnenschein, 1892; 2a ed. 1904.
- The Civilization of Christendom and Other Studies, Londra, Swan Sonnenschein, 1893.
- The Essentials of Logic: Being Ten Lectures on Judgement and Inference, Londra-New York, Macmillan, 1895.
- Aspects of the Social Problem, Londra, 1895.
- A Companion to Plato's Republic for English Readers: Being a Commentary adapted to Davies and Vaughan's Translation, Londra-New York, 1895.
- The Philosophical Theory of the State, Londra, 1899; 2a ed. 1923.
- Psychology of the Moral Self, Londra-New York, Macmillan, 1897.
- The Principle of Individuality and Value, Londra, Macmillan, 1912.
- The Value and Destiny of the Individual, Londra, Macmillan, 1913.
- The Distinction Between Mind and its Objects, Manchester, University Press, 1913.
- Three Lectures on Aesthetic, Londra, Macmillan, 1915.
- Social and International Ideals: Being Studies in Patriotism, Londra, Macmillan, 1917.
- Some Suggestions in Ethics, Londra, Macmillan, 1918; 2a ed. 1919.
- Implication and Linear Inference, Londra, Macmillan, 1920.
- What Religion Is, Londra, Macmillan, 1920.
- The Meeting of Extremes in Contemporary Philosophy, Londra, Macmillan, 1921.
- Three Chapters on the Nature of Mind, Londra, Macmillan, 1923.
- Science and Philosophy and Other Essays by the Late Bernard Bosanquet, Londra, Allen and Unwin, 1927.